# Timglas

Timglas från 1500-talet.

Timglas är ett redskap för att mäta tid. Det består av två glaskupor sammanlänkade med ett smalt rör. De är fyllda med fin sand som rinner från det övre till det undre under en viss tid, exempelvis en timme. När all sand runnit igenom vänds timglaset för att mäta upp ytterligare en tidsperiod.
Faktorer som påverkar hur lång tid det tar för sanden att rinna genom timglaset är sandvolymen, glasets vinklar, rörets vidd och sandtyp. Förutom sand har pulveriserade äggskal eller pulveriserad marmor brukats.
I äldre kyrkor har det förekommit (och i vissa är den kvar) att det på predikstolen fanns en anordning med fyra sammankopplade timglas, som kunde vändas alla på samma gång. Ett av timglasen tömdes på 15 minuter, ett annat på 30 minuter, det tredje på 45 minuter och det sista på 60 minuter. Sammanlagt alltså en timme med markering varje kvart. Prästen kunde på så sätt hålla kontroll på predikans längd, så att han inte improviserade alltför mycket..
Timglas används fortfarande, som dekoration eller då endast ungefärlig tidmätning krävs, som exempelvis vid matlagning, telefonsamtal eller sällskapsspelande.

## Historik
Trots att antikens greker, romare och andra kulturer hade kunskap att konstruera timglas, finns inga konkreta bevis på deras existens under den tidsperioden. Då timglaset var ett av de få pålitliga sätten att mäta tid till havs, har det spekulerats i att det använts sedan 1000-talet, då det skulle ha varit ett komplement till den magnetiska kompassen som ett navigationshjälpmedel.
Trots detta finns inte bevis för att timglas användes förrän på 1300-talet, då det förekommer på en tavla av Ambrogio Lorenzetti 1328. Timglas nämndes första gången i ett dokument år 1345 då bokhållare Thomas de Stetsham beställde 16 stycken till kung Edvard III:s fartyg La George. Under Ferdinand Magellans resor runt jorden, hade hans fartyg arton timglas per skepp. Skeppens page hade till uppgift att vända glasen och därigenom meddela tiden för loggboken. Tiden tillkännagavs med ett fastställt antal slag på skeppsklockan. Därav uttrycket att slå glas.

## Symbolik
Timglaset avbildades ofta på piratflaggor som en symbol för den mänskliga existensens flyktighet och i England placerades de ibland i likkistor för att symbolisera att tidens sand runnit ut. I litteraturen kan redskap för att mäta tid vara en framställning av döden. Det finns bilder av Liemannen som håller ett timglas.